# Konstantin Kassatkin
Konstantin Wiktorowitsch Kassatkin (russisch Константин Викторович Касаткин; * 1. Mai 1976 in Archangelsk, Russische SFSR, Sowjetunion) ist ein ehemaliger kasachisch-russischer Eishockeyspieler, der 2006 mit dem Kasachmys Karaganda kasachischer Meister wurde. Seit 2016 ist er Assistenztrainer von Loko-Junior Jaroslawl in der Molodjoschnaja Chokkeinaja Liga.

## Karriere
Konstantin Kassatkin begann seine Karriere als Eishockeyspieler im Juniorenbereich von Spartak Archangelsk. Später wechselte er zu Lokomotive Jaroslawl, für dessen Profimannschaft er von 1993 bis 1995 in der höchsten russischen Spielklasse aktiv war. Die Saison 1996/97 verbrachte der Center bei Kristall Saratow, anschließend spielte er ein Jahr lang für den HK Awangard Omsk in der Superliga. Von 1998 bis 2000 stand er für dessen Ligarivalen HK Lipezk und Amur Chabarowsk auf dem Eis. Daraufhin unterschrieb er einen Vertrag beim HK Sibir Nowosibirsk aus der Wysschaja Liga, der zweiten russischen Spielklasse. Mit seiner Mannschaft gewann er in der Saison 2001/02 die Zweitligameisterschaft und stieg in die Superliga auf. Er selbst blieb jedoch in der Wysschaja Liga und spielte in den folgenden beiden Jahren je eine Spielzeit lang für die russischen Klubs Energija Kemerowo und Molot-Prikamje Perm. 
Von 2004 bis 2008 stand Kassatkin in Kasachstan bei Kasachmys Karaganda (nach deren Umsiedlung 2006 HK Kasachmys Satpajew) unter Vertrag. Mit der Mannschaft wurde er 2006 Kasachischer Meister, wozu er als bester Vorlagengeber und Spieler mit der besten Plus/Minus-Bilanz maßgeblich beitrug. 2006 und 2007 wurde er nationaler Pokalsieger. Parallel lief er für Kasachmys weiterhin in der Wysschaja Liga auf. Von 2008 bis 2010 spielte der kasachische Nationalspieler für den HK Jugra Chanty-Mansijsk in der Wysschaja Liga. In beiden Jahren gewann er mit den Russen die Zweitligameisterschaft und stieg in der Saison 2009/10 mit dem HK Jugra in die Kontinentale Hockey-Liga auf. Obwohl er in der Aufstiegssaison Mannschaftskapitän war, erhielt er keinen Platz im KHL-Kader und spielte fortan von 2010 bis 2012 beim kasachischen Verein Torpedo Ust-Kamenogorsk aus der neu eingeführten Wysschaja Hockey-Liga. Zwischenzeitlich nahm er 2011 mit dem HK Saryarka Karaganda an den Playoffs der kasachischen Meisterschaft teil. Nach seiner Zeit bei Torpedo spielte er je ein weiteres Jahr beim HK Buran Woronesch und bei Titan Klin ebenfalls in der Wysschaja Hockey-Liga. 2014 wechselte er zum HK Arlan Kökschetau in die kasachische Liga, wo er 2015 seine aktive Laufbahn beendete.

### International
Für Kasachstan nahm Kassatkin an den Weltmeisterschaften der Division I 2007 und 2008 teil. Dabei erzielte er in zehn Spielen insgesamt vier Tore und gab ebenso viele Vorlagen. Zudem vertrat er Kasachstan auch bei der Olympiaqualifikation für die Winterspiele in Vancouver 2010.

### Trainerlaufbahn
Nach dem Ende seiner Spielerkarriere wurde Kassatkin als Trainer tätig und ist seit 2016 Assistenztrainer von Loko-Junior Jaroslawl, dem Nachwuchsteam des KHL-Clubs Lokomotive Jaroslawl in der Molodjoschnaja Chokkeinaja Liga.

## Erfolge und Auszeichnungen
- 2002 Meister der Wysschaja Liga und Aufstieg in die Superliga mit dem HK Sibir Nowosibirsk
- 2006 Kasachischer Meister mit Kasachmys Karaganda
- 2006 Beste Plus/Minus-Bilanz und meiste Torvorlagen der kasachischen Eishockeymeisterschaft
- 2006 Kasachischer Pokalsieger mit Kasachmys Karaganda
- 2007 Kasachischer Pokalsieger mit dem HK Kasachmys Satpajew
- 2009 Meister der Wysschaja Liga mit dem HK Jugra Chanty-Mansijsk
- 2010 Meister der Wysschaja Liga und Aufstieg in die Kontinentale Hockey-Liga mit dem HK Jugra Chanty-Mansijsk

### International
- 2007 Silbermedaille bei den Winter-Asienspielen